# Tisza (geslacht)

Kasteel van de familie Tisza in Geszt

Tisza de Borosjenő en Tisza de Borosjenő et Szeged is de naam van een adellijke Hongaarse familie. De geschiedenis van de familie Tisza gaat terug tot de 17e eeuw in het comitaat Bihar. Borosjenő is de Hongaarse naam van het tegenwoordig Roemeense dorp Ineu. In 1883 werd Lajos Tisza de titel van graaf verleend en aan zijn naam werd het landgoed Szeged toegevoegd, waardoor Lajos Tisza aan de wieg stond van de grafelijke tak van de familie, die de naam Tisza de Borosjenő et Szeged droeg.  De afstammelingen van de familie wonen thans in de Verenigde Staten, Hongarije, Zevenburgen en Zwitserland.

## Vooraanstaande leden
- graaf Lajos Tisza (1832-1898), Oostenrijks-Hongaars staatsman en minister;
- Kálmán Tisza (1830-1902), broer van Lajos en Hongaars premier (1875-1890);
  - graaf István Tisza (1861-1918), zoon van Kálmán en Hongaars premier (1903-1905; 1913-1917).